# 皇后大道東 (歌曲)
《皇后大道東》是一首香港粵語歌曲，由羅大佑作曲、花比傲編曲、林夕填詞、羅大佑和蔣志光合唱，收錄於1991年的群星專輯《皇后大道東》。歌曲運用多個跟中华人民共和国、英国相關的象徵和隱喻，描繪了香港社會面對1997年主權移交的心態。
《皇后大道東》面世後不久便隨即被中國大陸列為禁歌，直至2000年香港局勢大致趨向穩定，《皇后大道東》才終於獲解禁。2019年6月19日，因香港發生反修例運動，再度被中國大陸列入禁歌名單當中。
羅大佑曾在1991年香港電台節目《鏗鏘集》上表示，音樂和政治一樣，都是表達自己不同的意見；「當大家都不敢表達自己，有一個人便會特別大聲，這個人就是專制者。」林夕也曾表示，1997年主權移交後，香港或許不會有這樣自由的創作環境能寫這些題材，所以他要先寫出來。

## 背景
羅大佑說歌曲靈感源自於他外出購物時看到的路標，寫好基本旋律後，只填了「皇后大道西，皇后大道東，皇后大道中」一句，並用作電影《吉星拱照》的插曲。
後來羅大佑正式製作歌曲，邀請林振強和潘源良填詞但沒用上。林夕經黃霑介紹給羅大佑，是第三位接活的詞人，他後來受訪時，表示歌詞不是「表達意見，而是反映情況」，又不想強行向聽眾灌輸政治訊息，所以用「嬉笑怒罵的形式來表達」:258；亦視之為「快的兒歌」，用「小孩的眼光」來寫；並按着羅大佑提供的意念（包括「皇后大道東」、「硬幣」等象徵），花了四小時把詞填好，為羅大佑所採納:251-252。林夕亦自此成為音樂工廠的御用填詞人。
羅大佑剛在香港創辦音樂工廠，旗下缺乏歌手，唯有向其他唱片公司借人，原屬意周潤發，最後相中飛圖這家小公司的蔣志光。
歌曲整個製作過程由寫曲起至混音，共花了四年半:251-252，並於1990年底派台，後來成為音樂工廠首張專輯的主打歌。

## 製作人員
- 中樂器：羅大佑、花比傲、鄭文
- 其他樂器：花比傲
- 和聲：雷有曜、锺庆鸿、鮑比達、周小君、羅大佑、花比傲、袁麗嫦、Danny
- 錄音：朱偉文、袁家揚、陶贊新
- 混音：朱偉文

## 音樂特徵
羅大佑形容前奏的編曲「神秘」，反映他心目中的香港。作曲者把副歌和主歌的位置互換，形成A-B1-A-B2-X-A-B3-A-A的曲式結構。A段有八小節，以純五聲音階寫成，富中國民謠色彩；較A段長一倍的B段則以自然七聲音階寫成；X段為念白式的連接句。

## 音樂MV
有三版，一版由音樂工廠製作；一版由無綫電視製作；一版在無綫電視節目《勁歌金曲》內播出，由鄺永康編導，兩位歌手一身中國經濟改革開放後傳統的內地服飾（一說紅衞兵服裝）、舞者跳忠字舞等畫面和場景，均被指極具諷刺意味。另外香港電台電視部的節目《頭條新聞》在訪問羅大佑時又有一個他們自己拍的版本，但這個版本並沒有發行。

## 反響
歌曲登上三星期商業電台叱咤樂壇流行榜冠軍及一星期香港電台中文歌曲龍虎榜冠軍，成為TVB勁歌金曲1991年第一季季選歌曲，並獲得十大勁歌金曲頒獎典禮“最佳作曲”及“最佳作詞”兩個獎項。羅大佑覺得此曲流行是因為其「童謠味道」，並解釋道「人……越懂事就越不快樂。能夠回到童謠狀態，人們對生命幻想的空間反而最大。」樂評人黃志華則認為主要原因是歌曲涉及當時熱門的議題，而且香港樂壇已很久沒有寫實諷刺歌。
有見於《皇后大道東》的成功，周華健、林子祥、朱咪咪都曾借用此曲曲調製作串燒歌曲，分別名為《皇后大道東上紅彩妹妹愛的故事》（部份歌詞串聯《虹彩妹妹》、《月光光》、《踏雪尋梅》、《紫竹調》、《鳳陽花鼓》）、《街頭霸王榜》及《十二分多一串》。

### 香港派台成績
| 派台成績   | 派台成績    | 派台成績           | 派台成績 | 派台成績 | 派台成績 | 派台成績 |
| ---------- | ----------- | ------------------ | -------- | -------- | -------- | -------- |
| 歌曲       | 903專業推介 | RTHK中文金曲龍虎榜 | 997      | TVB      |          |          |
| 1991年     |             |                    |          |          |          |          |
| 皇后大道東 | {1}         | 1                  |          |          |          |          |

### 獎項
| 年份   | 獎項                 | 獎項           | 獲獎人 | 來源   |
| 年份   | 音樂頒獎典禮         | 得獎獎名       | 獲獎人 | 來源   |
| ------ | -------------------- | -------------- | ------ | ------ |
| 1991年 | 第九屆十大勁歌金曲   | 最佳作曲獎     | 羅大佑 | [ 23 ] |
| 1991年 | 第九屆十大勁歌金曲   | 最佳填詞獎     | 林夕   |        |
| 1991年 | 第十四屆十大中文金曲 | 最佳唱片监制獎 | 罗大佑 | [ 23 ] |

## 評論
填詞人鄭國江評論道：「詞曲配合得很好，當中具有很多香港的獨特元素，又帶出很多訊息，而又不令人覺得沉痛，技巧非常高超。」
香港業餘填詞人協會雙月刊《詞匯》的專欄作者子晴指歌詞以「隨意聯想式的寫法」諷刺時弊，集鬼馬歌和寫實歌兩家之大成。
樂評人黃志華認為較諸《現象七十二變》、《之乎者也》等羅大佑早年在台灣出品的歌曲，《皇后大道東》「對現實社會的針砭力度已變得貧弱，有點不痛不癢」，似乎沿襲了香港寫實歌「流於帶出現象而不願痛加批判」的傳統。
《詞匯》的專欄作者林瑞鋒批評，從諷刺和意象的深度、「現象的搜羅」，以至「輕重字配置」等細節，此曲都不及專輯另一首相同題材的《青春舞曲2000》。
文化評論人洛楓認為歌詞的政治隱喻輪番指向中國和英國，暗示香港身處中英的角力間不能自主的景況。

## 歌詞概念解析

### 副歌
- 皇后大道：一條位於香港島北部的主要道路，代指资本主义[3]

- 皇后大道西：代指英國

- 皇后大道東：代指英屬香港

- 皇后大道中：代指中华人民共和国
- 人民如潮涌：代指中国大陆人民的逃港潮

### 主歌（一）
- 貴族朋友：时任英女王伊利沙伯二世

- 在硬幣背後：港元後面的伊利沙伯二世頭像

- 偉大同志：羅大佑在接受采访时表示为自身，借以代指香港志士。但此句常被认为指中华人民共和国领导人，且歌曲MV中到这句也用领导人照片作为背景。[28]

- 樓花：房產預售許可證，代指樓市。
- 旺角可能要换换名字：港英政府命名的城市，回归后可能会改名。

### 連接段
- 空即是色，色即是空：「色」借代香港燈紅酒綠的生活，羅大佑擔心主權移交後「色」就不復存在。也可代指“公即是私，私即是公”之意。

### 主歌（三）
- 漂亮朋友：时任英女王伊利沙伯二世

- 夜夜电视螢幕繼續舊形象：20世纪90年代前[29]香港电视频道每晚结束播出时会展示伊丽莎白二世的肖像，並播出《天佑女皇》（God Save the Queen）。[30]

- 那日同慶：1997年7月1日主權移交當日[31][32]

## 禁歌風波
林夕稱寫《皇后大道東》時沒任何「包袱」（自我審查的需要）。在1991年《鏗鏘集》的《香港，我的愛人》中，他表示香港回歸後也許再沒有自由的創作環境寫這些題材，「所以現在先寫，但特別希望將來的人還記得」
此曲早年在中國大陸是禁歌。而后随主权移交一事尘埃落定，才在2000年后得以解禁。
2019年6月16日晚上，羅大佑在台北小巨蛋舉行《當年離家的年輕人2.0—青春無悔追夢版》演唱會，唱完這首歌之後發言：「我們活過的生命，就是我們自己生命裡面最大的資產，因為你必須要往後面看，才知道現在跟以後你怎麼走，有些事情真的不能那麼急。」在演唱會後慶功宴時，羅大佑接受平面媒體訪問坦言，指的就是當時香港的欲修訂逃犯條例所產生的風波「（條例）不能那麼快送二讀三讀（通過）....回歸才22年太短暫，香港是非常快的社會，這種快速會讓很多人覺得要趕快做，其實有些東西就是不能快」。
2019年6月19日，中国大陆网民发现《皇后大道东》在QQ音樂、酷狗音樂、網易雲音樂、蝦米音樂等國內主要音乐平台被全數下架。但该歌曲仍可以在百度搜索到。同年9月，廣西壯族自治區北海市以「損害國家榮譽」為由處罰一間播放《皇后大道東》的KTV，罰款2萬元人民幣。

## 其他版本
| 年份 | 表演者                       | 編曲者 | 備註 |
| ---- | ---------------------------- | ------ | --- |
| 1991 | 羅大佑、林強                 | 花比傲 | 台語版，羅大佑與李坤城共同填詞，並更名為《大家免著驚》，收錄於專輯《原鄉》，及後獲引用為電影《逃學威龍2》的主題曲。            |
| 1994 | 周华健                       | 花比傲 | 融合歌曲，名为《皇后大道东上虹彩妹妹爱的故事》，在音乐开头和结尾使用了该曲，收录于音乐工厂1994年3月1日发行的合辑《儿童乐园》， |
| 1995 | 上海交響樂團、李泉（鋼琴家） | 董為杰 | 純音樂版，收錄於台灣發行的專輯《The Classic - 古典·經典·羅大佑》，由魔岩唱片發行。                                             |
| 2001 | 羅大佑                       |        | 見於9月1日的深圳演唱會，為其重新填詞的國語短版，有四句。                                                                       |
| 2004 | 羅大佑、蔣志光               |        | 04' 香港搞搞真意思演唱會 |
| 2009 | 縱貫線                       |        | 巡迴演唱會 |
| 2021 | 卢小鱼、宝二                 |        | 广西白话版，卢小鱼与宝二共同填词，并更名为《烧酒歌》。                                                                         |

## 外部連結
- YouTube上的羅大佑 蔣志光 - 皇后大道東 MV（音樂工廠 MV）
- YouTube上的羅大佑 蔣志光 - 皇后大道東 TVB版MV（無綫電視 MV）
- YouTube上的金曲重溫 蔣志光、羅大佑 皇后大道東 1991（無綫電視《勁歌金曲》MV）
- YouTube上的【鏗鏘40#1】羅大佑（香港電台《鏗鏘40年》精選之「《香港，我的愛人》1991年」節錄。）